# Sportcomplex Mardan
Het Sportcomplex Mardan is een multifunctioneel stadion in Aksu, een stad in Turkije. 
Het stadion wordt vooral gebruikt voor voetbalwedstrijden. In 2008 werd van dit stadion gebruik gemaakt voor wedstrijden op het Europees kampioenschap voetbal mannen onder 17. Onder andere de finale werd in dit stadion gespeeld. In het stadion is plaats voor 7.938 toeschouwers. Het stadion werd geopend in 2008.